# جایزه کشوت

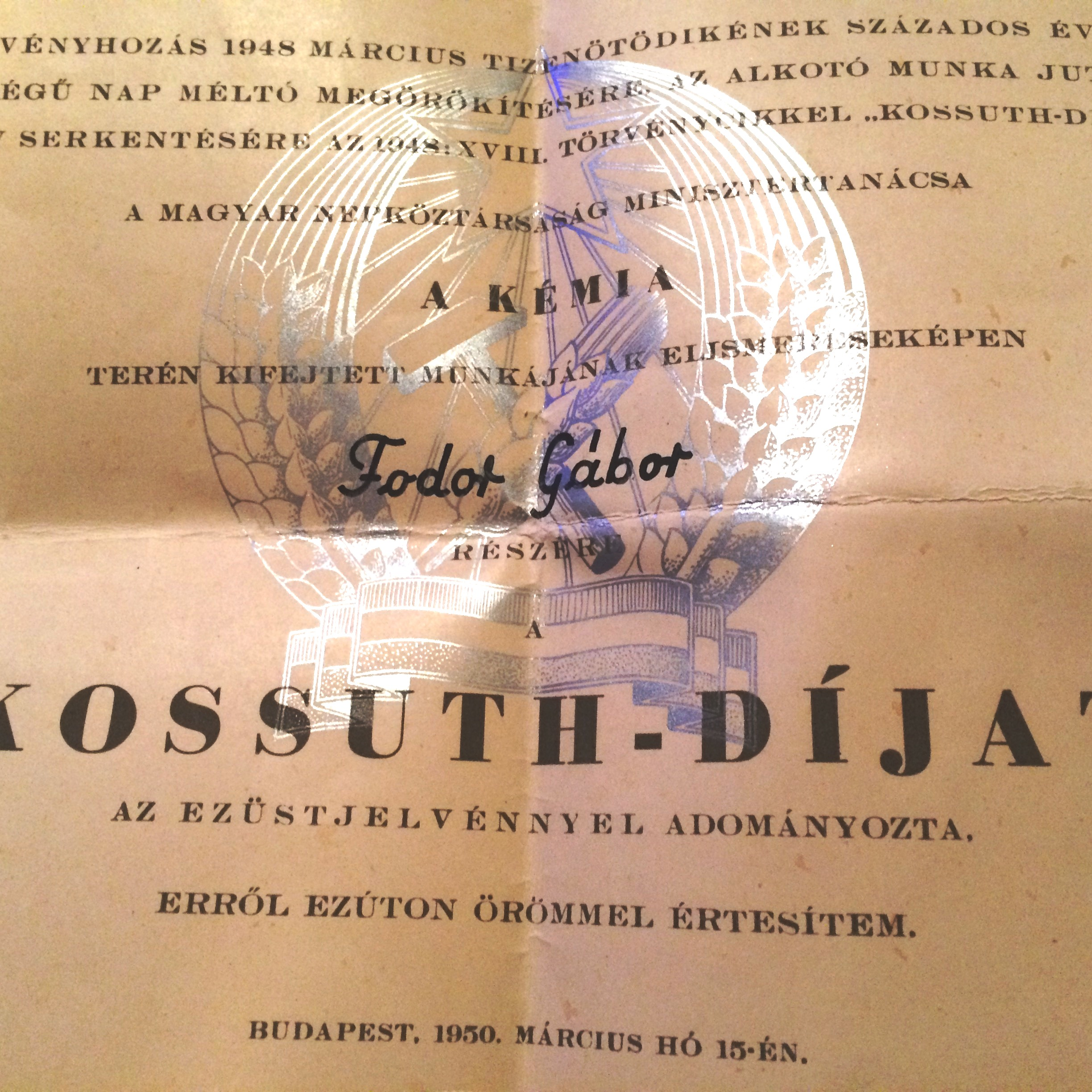
نمونهٔ جایزه‌ای در سال ۱۹۵۰ میلادی که به گابور فودور شیمی‌دان برجستهٔ مجار اهدا شد.

جایزه کُشوت (مجاری: Kossuth-díj) یک جایزهٔ دولتی در کشور مجارستان است که در سال ۱۹۴۸ میلادی و به مناسبت یکصدمین سالگرد انقلاب ۱۸۴۸ مجارستان پایه‌گذاری شد. این جایزه نامش را از لایوس کُشوت سیاستمدار، روزنامه‌نگار، انقلابی و وکیل مجار می‌گیرد.
این جایزه همه‌ساله در ۱۵ مارس توسط مجلس ملی مجارستان به افرادی اهدا می‌شود که دستاوردی شگرف در زمینه‌های علم، فرهنگ یا هنر داشته باشند یا آنکه در زمینهٔ ایجاد سوسیالیسم مشارکت ارزنده‌ای داشته باشند.